# François Barberousse
Pour les articles homonymes, voir Barberousse.
 (avril 2012).
Si vous disposez d'ouvrages ou d'articles de référence ou si vous connaissez des sites web de qualité traitant du thème abordé ici, merci de compléter l'article en donnant les références utiles à sa vérifiabilité et en les liant à la section « Notes et références ».
François Barberousse, né le 31 mars 1900 à Brinon-sur-Sauldre (Cher) et mort le 8 avril 1979 à Cahuzac (Lot-et-Garonne), est un écrivain français.

## Biographie
Né le 31 mars 1900 à Brinon-sur-Sauldre, fils d’un paysan aisé, Étienne Alexandre Barberousse (dit François Barberousse) est mort en 1979 à Cahuzac en Lot-et-Garonne. Il a accompli une carrière militaire et s’est distingué dans les rangs de la Résistance. Il  a dans le même temps écrits trois romans (dont deux furent publiés chez Gallimard en 1935 et 1936) qui évoquent la vie paysanne dans les campagnes solognotes au début du XXe siècle. Un recueil de nouvelles fait revivre les contes entendus dans son enfance.

### Jeunesse
François Barberousse est le fils d'un paysan aisé qui devint meunier. Il est le dernier fils d’une fratrie de 12 enfants. Il fréquente l’école communale de la Chapelle d'Angillon où ses camarades lui donnent le surnom de Bayard pour son tempérament combatif et généreux. Madame Fournier, mère d’Alain-Fournier, l’auteur du Grand Meaulnes est alors son institutrice. Il obtient son certificat d'études primaires, et malgré ses talents remarqués et le soutien de son dernier instituteur, il ne peut intégrer le collège de Bourges auquel on le promettait. Ses frères partis à la guerre, il se trouve obligé dès l’âge de quatorze ans de travailler comme un adulte sur le domaine. Ce qui ne l’empêche pas de désirer ardemment rejoindre le front pour y prendre sa part de gloire. Il est incorporé, dès ses 18 ans, en 1918, quelques mois avant que la paix ne soit signée, sans avoir pu prendre part aux combats.

### Carrière militaire
C’est finalement le début d’une carrière militaire qui le conduit, tout jeune, une première fois au Maroc, puis en Allemagne (occupation de la Ruhr), et à nouveau au Maroc où il participe à la guerre du Rif. Il revient en France au début des années 1930 à Tours, et y rejoint le 501e régiment de chars de combat. Ayant commencé à écrire et désireux de se rapprocher de la vie littéraire parisienne, il demande une mutation qui le conduit à l’École des chars de Versailles en 1936. Il fréquente en particulier Louis Guilloux, Louis Martin-Chauffier, Jean Paulhan et Isabelle Rivière. Tandis que sa jeune carrière littéraire connaît un succès manifeste après la publication de ses deux premiers livres chez Gallimard, il décide en 1939 de partir pour le front alors qu’il n’était pas contraint de le faire en tant que cadre administratif. Après la brève campagne de 1940, au 36e bataillon de chars, il prend contact avec le Général Delestraint et entre aussitôt dans la résistance active. Instructeur militaire de l’armée secrète pour les Bouches-du-Rhône, il dispose le 2 novembre 1942, quand les Allemands pénètrent en zone sud, d’une troupe de 250 hommes, bien encadrés, qui assurera la protection de la famille du Général Giraud lorsque celui-ci rejoint l’Algérie. Recherché par la Gestapo, il doit emprunter plusieurs identités lors de ses nombreux déplacements en France. Il est commandant des FFI du 10e arrondissement à Paris lors de la libération de la capitale (19 officiers et 350 soldats allemands y sont faits prisonniers). Il participe par la suite au nettoyage de la pointe d’Arvert et à la libération de l’île d'Oléron. 
Il prend sa retraite à Cahuzac, en Lot-et-Garonne, où il réside jusqu’à son décès en 1979. Il y est enterré avec son épouse.

## Œuvre littéraire

### Premières publications
Dès 1935, c’est L’Homme sec que publie la NRF, suivi en 1936 par Les jours aux volets clos, également à la NRF. Précédant la page de titre du deuxième roman une note annonce au lecteur la parution prochaine d’Épis de glane, un recueil de contes et nouvelles et signale deux romans « en préparation ». Le premier a pour titre Gusse et le deuxième Gilbert Preslier. Pourtant, aucun de ces trois ouvrages ne sera publié. Son petit-fils a pu retrouver en 2010 les manuscrits d’Epis de glane et de Gusse qui vont ainsi sortir de l’oubli[réf. nécessaire]. Gilbert Preslier, quant à lui, reste introuvable, y compris dans les archives de Gallimard. Ces romans et nouvelles trouvaient leur place dans le projet éditorial de Gallimard tel qu’il apparaît en quatrième de couverture de l’édition de L’Homme sec de 1935 sous le nom de Tableaux de la paysannerie française à côté d’autres romans d’inspiration paysanne signés par Marcel Arland, Marcel Aymé, Henri Bosco, Jean Giono, Roger Martin du Gard, Henri Pourrat, Jules Renard et autres.

### Projet littéraire
En composant ses livres, François Barberousse a manifesté très clairement son intention de rendre fidèlement la vérité de la vie paysanne. Il exige d’un écrivain de la terre d’être un paysan comme il le fut lui-même et il ajoute dans la préface de L’Homme sec : « Qu’on ne s’y trompe pas, la chose est beaucoup plus rare qu’on ne le croit. Pour être un vrai paysan, il ne suffit pas d’être fils ou petit-fils de paysan et de vivre à la campagne. Il faut avoir peiné sur la glèbe, il faut avoir courbé son dos sur la charrue, et tiré la faulx dans les prés. » Le fond de son œuvre est nourri par une indignation face à la misère des simples dans ces campagnes trop souvent décrites comme un décor pastoral oublieux des luttes sociales. 

### Critique
Le poète Joe Bousquet donne dans l’exemplaire des Cahiers du Sud de juillet 1935 une critique de L’Homme sec. « L’Homme sec est un livre écrit avec beaucoup de naturel. Sans arrière-pensée littéraire » Il est pourtant mis adroitement au service d’une vision qui sait retenir l’attention du lecteur sur tel ou tel personnage, y revenir encore, « concentrer sur l’un d’eux toute son attention sans porter préjudice appréciables aux autres qui lui font cortèges, même quand il les oublie… » C’est moins le réalisme social qui retient le critique qu’un travail « attaché à des buts poétiques » et il sait encore remarquer que ; « N’en déplaise à Monsieur Barberousse qui affirme le contraire dans sa préface, il a créé un personnage d’importance (l’Homme sec), une façon de christ boueux et dévoré qui prend sur lui tous les pêchés et toutes les misères du monde… J’aime assez ces surprises où l’on voit un personnage s’ouvrir dans l’imagination des hommes un chemin que l’auteur n’avait pas prévu ; et ne faire ainsi qu’une bouchée de la conception initiale dont il était sorti ». Cet éloge, disant un véritable élan créateur au-delà du récit militant, explique sans doute à sa manière l’écho favorable rencontré par ce premier roman auprès de la critique. Le périodique Lu du 29 novembre 1935, met le nom de Barberousse parmi ceux « qui sont évoqués à l’occasion de la prochaine distribution des prix ». Le correspondant à Paris du périodique argentin Prensa de Buenos Aires (8 novembre 1936) remarque un an plus tard que ce livre est « un des plus nets succès de la saison »[réf. nécessaire].
Dans La Nouvelle Revue française du 1er septembre 1936, Marcel Arland donne aussi des appréciations favorables à l’occasion de la publication du deuxième roman de François Barberousse, Les jours aux volets clos : « Voici le second roman de M. François Barberousse ; il n’est pas moins remarquable que L’Homme sec. C’est, dans les deux livres, la même société paysanne, avec sa rudesse et son entêtement, la même intensité dramatique, les mêmes passions farouches, brutales, qui savent mal se traduire, s’apaiser en paroles et qui éclatent dans un crime, un suicide, une vilénie. Le peuple que met en scène M. Barberousse n’est certes pas idyllique ; ce n’est pas pourtant la paysannerie à la Zola, emportée par un sombre courant romantique. À tout instant, je ne sais quelle secrète fantaisie, dramatique elle-même, se mêle au drame et lui donne un curieux accent ». 
On retrouve au fil de la critique le même constat d’une écriture simple et précise qui dit les choses crument quand il le faut mais qui sait tout autant décrire avec justesse le parfum d’une terre où la drôlerie d’une situation. Dans le Bulletin des Lettres du 25 novembre 1935 (Lyon), l’auteur du compte rendu en vient même à comparer François Barberousse à Céline : « Ce roman paysan (L’Homme sec) rappelle par sa crudité le Voyage au bout de la nuit, mais il lui est, à notre avis, supérieur par le naturel, la sincérité et les réflexions qu’il suggère »[réf. nécessaire]. 

## Œuvres

### Romans
- L'Homme sec (1935), 272 pages, 118 × 185 mm. Collection blanche, Gallimard  (ISBN 9782365750684)
- Les Jours aux volets clos (1936), 256 pages, 118 × 185 mm. Collection blanche, Gallimard  (ISBN 9782365750172)
- Gusse (1938), publié en 2012 par les éditions Marivole  (ISBN 9782365750035)

### Nouvelles
- Épis de glane, écrit dans les années 1930, 128 pages, 140 × 225 mm. Collection les histoires du coin du feu, CPE éditions 2012  (ISBN 978-2-36572-002-1)